# Саакян Размік Ардеванович
Размік Ардеванович Саакян (вірм. Ռազմիկ Սահակյան / рос. Размик Ардеванович Саакян; нар. 23 червня 1938, Вірменська РСР — пом. невідомо, Вірменія) — радянський вірменський футболіст та тренер, виступав на позиції захисника.

## Життєпис
Футбольну кар'єру розпочав 1960 року в дублі єреванського «Спартака». По ходу сезону 1960 року перебрався до Білоруської РСР, де підсилив берестейський «Спартак». У Класі «Б» чемпіонату СРСР зіграв 31 матч, ще 1 поєдинок провів у кубку СРСР. Сезон 1962 року провів в іншому білоруському клубі СКА (Мінськ), який також виступав у класі «Б». У 1963 році провів 2 поєдинки у футболці кременчуцького «Дніпра». У 1964 році повернувся до Вірменської РСР, де виступав за «Лернаргорц» (Капан), проте вже наступного року відновив кар'єру футболіста, протягом двох сезонів грав за «Аракс» (Єреван). У 1969 році знову перейшов до «Лернаргорца», у футболці якого наступного року завершив кар'єру футболіста.